# Sepialiknande bläckfiskar
Sepialiknande bläckfiskar (Sepiida) är en ordning inom klassen bläckfiskar. Ordningen innehåller omkring 120 arter uppdelade på två familjer, Sepiidae och Sepiadariidae. Till familjen Sepiadariidae hör två släkten med sju eller åtta arter. Övriga arter hör till familjen Sepiidae, som är uppdelad på tre släkten.
Ordningens arter förekommer i tropiska och tempererade vatten i östra Atlanten, Medelhavet, Indiska oceanen och västra Stilla havet. De lever ofta på grundare vatten och håller gärna till nära botten och omkring rev. Ordningen tillhör de tioarmade bläckfiskarna och uppvisar för dessa basala drag, såsom tio tentakler, varav två är förlängda fångsttentakler, hornartade käkar som liknar en näbb och stora, välutvecklade ögon. 
Utöver detta kännetecknas arterna inom ordningen av att de har en förhållandevis tillplattad kropp och ofta förmåga att kunna skifta färg. Längs kroppens sidor finns ofta böljande fenor. Bläckfiskarna har ett inre skal av porös kalk. De använder skalet till att stiga eller sjunka i vattnet, genom att reglera förhållandet mellan gas och vätska i det. Ibland kan dessa skal hittas på stränder och de kallas då för sepiaskal eller (inkorrekt) valfiskfjäll. 
Experiment påstås visa att dessa bläckfiskar tillhör jordens mest intelligenta ryggradslösa djur. Deras nervsystem och problemlösningsförmåga är föremål för många studier. 

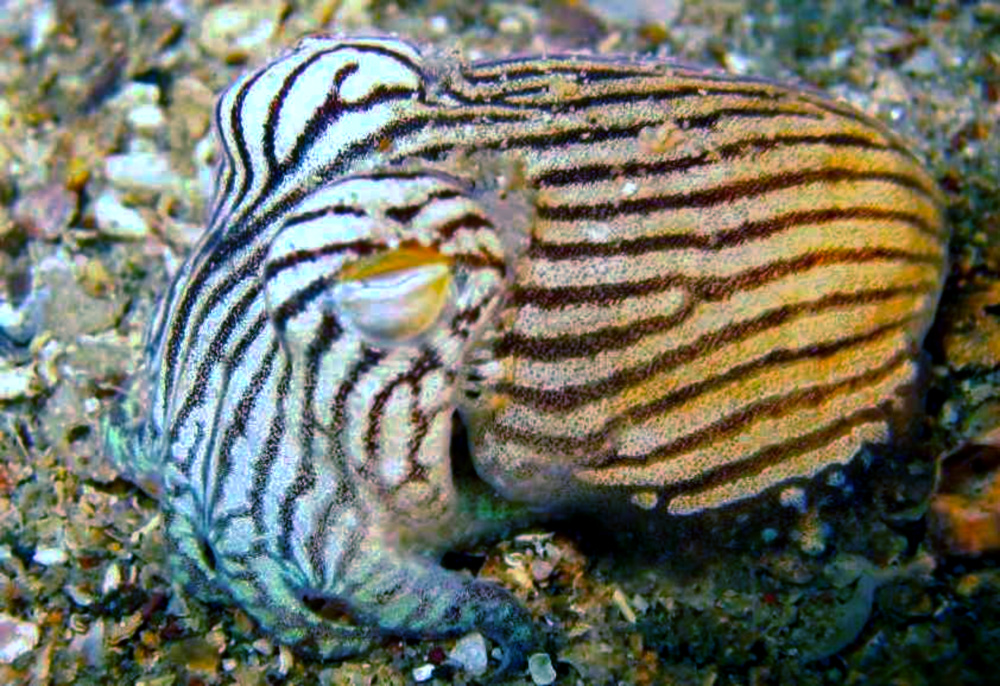
Sepioloidea lineolata
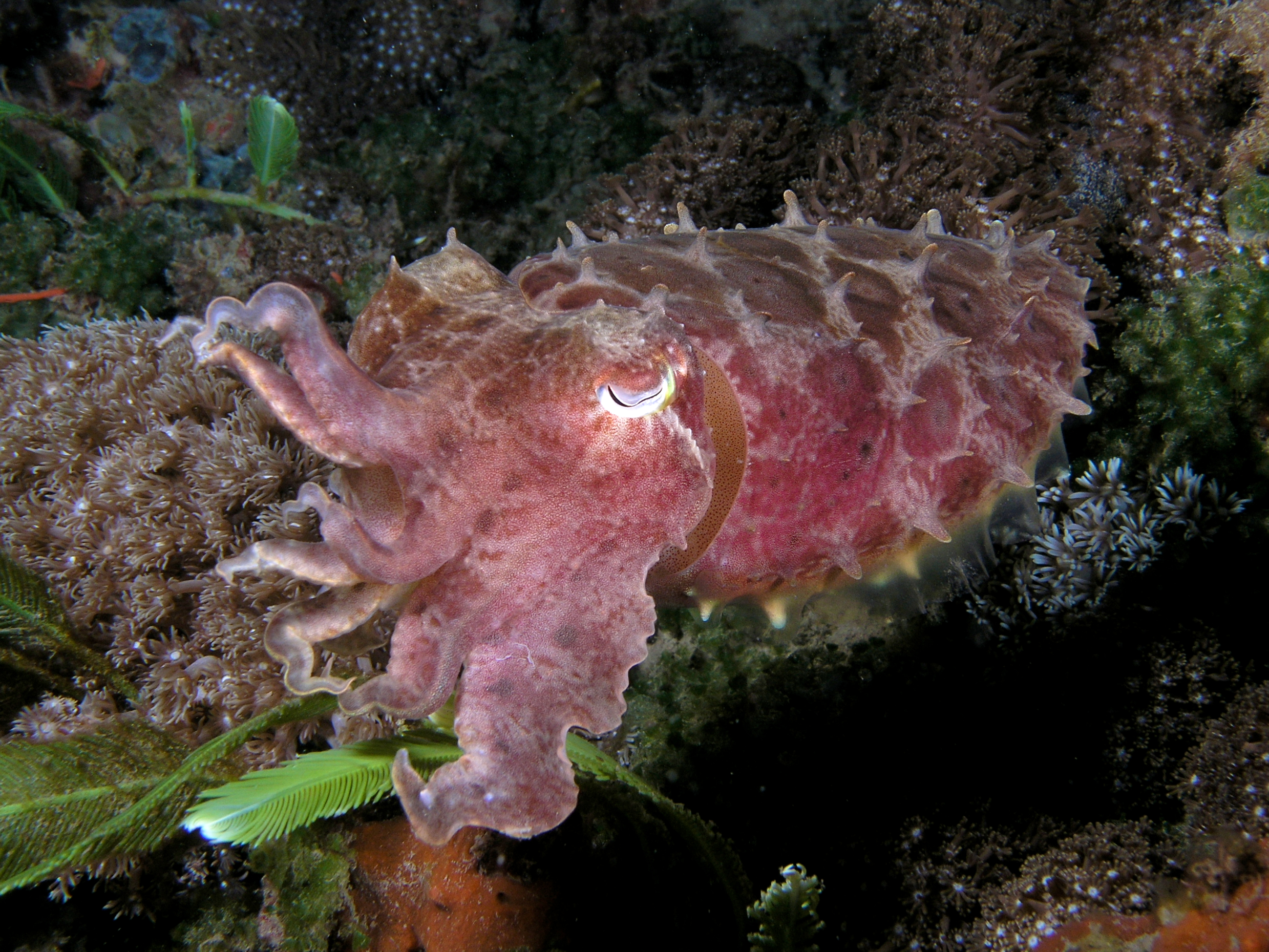
Sepia latimanus
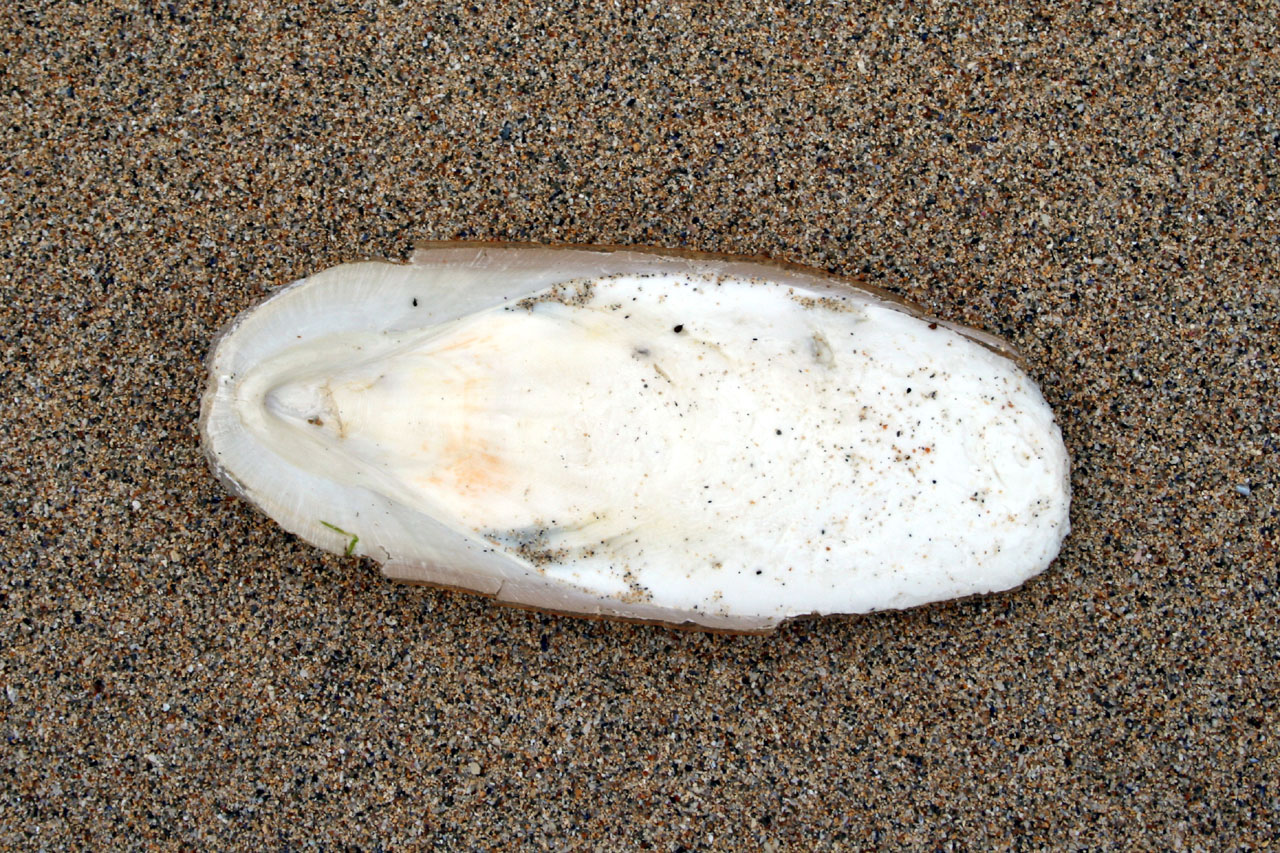
Sepiaskal